# لوغان إيلم (أوهايو)
لوغان إيلم (بالإنجليزية: Logan Elm Village CDP, Ohio)‏ هي قرية تقع بولاية أوهايو في الولايات المتحدة. تبلغ مساحتها 1.3 كم2، وترتفع عن سطح البحر 214 م، بلغ عدد سكانها 1,118 نسمة في عام 2010 حسب إحصاء مكتب تعداد الولايات المتحدة وتصل الكثافة السكانية فيها 860 نسمة لكل كيلومتر مربع (2,227.4/ميل2).

## التركيبة السكانية
حدّد مكتب تعداد الولايات المتحدة بيانات التركيبة السكانية للوغان إيلم في تعداد الولايات المتحدة. في ما يلي، التركيبة السكانية حسب تعدادي 2000 و2010.

### تعداد عام 2000
بلغ عدد سكان لوغان إيلم 1,062 نسمة بحسب تعداد عام 2000، وبلغ عدد الأسر 425 أسرة وعدد العائلات 296 عائلة مقيمة في القرية. في حين سجلت الكثافة السكانية 816.9 نسمة لكل كيلومتر مربع (2,115.8/ميل2). وبلغ عدد الوحدات السكنية 438 وحدة بمتوسط كثافة قدره 336.9 لكل كيلومتر مربع (872.6/ميل2).
وتوزع التركيب العرقي للقرية بنسبة 96.70% من البيض و1.79% من الأمريكيين الأفارقة و0.09% من الأمريكيين الأصليين و0.75% من الأمريكيين ذوي الأصول الآسيوية و0.09% من الأعراق الأخرى و0.56% من عرقين مختلطين أو أكثر و0.75% من الهسبانيون أو اللاتينيون من أي عرق.
بلغ عدد الأسر 425 أسرة كانت نسبة 30.1% منها لديها أطفال تحت سن الثامنة عشر تعيش معهم، وبلغت نسبة الأزواج القاطنين مع بعضهم البعض 56.2% من أصل المجموع الكلي للأسر، ونسبة 10.6% من الأسر كان لديها معيلات من الإناث دون وجود شريك،  بينما كانت نسبة 2.8% من الأسر لديها معيلون من الذكور دون وجود شريكة وكانت نسبة 30.4% من غير العائلات. تألفت نسبة 28.2% من أصل جميع الأسر من عدة أفراد يعيشون في نفس المنزل ونسبة 17.6% كانت تتألف من شخص يعيش بمفرده يبلغ من العمر 65 عاماً أو أكثر. وبلغ متوسط حجم الأسرة المعيشية 2.32، أما متوسط حجم العائلات فبلغ 2.79.
بلغ العمر الوسطي للسكان 44.5 عاماً. وكانت نسبة 21.6% من القاطنين تحت سن الثامنة عشر، وكانت نسبة 5.6% بين الثامنة عشر والرابعة والعشرين عاماً، ونسبة 23.2% كانت واقعةً في الفئة العمرية ما بين الخامسة والعشرين والرابعة والأربعين عاماً، ونسبة 27.4% كانت ما بين الخامسة والأربعين والرابعة والستين، ونسبة 15.2% كانت ضمن فئة الخامسة والستين عاماً فما فوق. يوجد لكل 100 أنثى 83.5 ذكر، ويوجد لكل 100 أنثى في الثامنة عشر من عمرها فما فوق 74.7 ذكر.
بلغ متوسط دخل الأسرة في القرية 39,250 دولارًا، أما متوسط دخل العائلة فبلغ 48,558 دولارًا. وكان متوسط دخل الذكور 39,911 دولارًا مقابل 25,208 دولارًا للإناث. وسجل دخل الفرد الخاص بالقرية 17,584 دولارًا. وكانت نسبة 7.4% من العائلات ونسبة 10.6% من السكان تحت خط الفقر، وكان من هؤلاء نسبة 20% تحت سن الثامنة عشر ونسبة 11% في الخامسة والستين من العمر وما فوق.

### تعداد عام 2010
بلغ عدد سكان لوغان إيلم 1,118 نسمة بحسب تعداد عام 2010، وبلغ عدد الأسر 425 أسرة وعدد العائلات 283 عائلة مقيمة في القرية. في حين سجلت الكثافة السكانية 860 نسمة لكل كيلومتر مربع (2,227.4/ميل2). وبلغ عدد الوحدات السكنية 440 وحدة بمتوسط كثافة قدره 338.5 لكل كيلومتر مربع (876.7/ميل2).
وتوزع التركيب العرقي للقرية بنسبة 98.39% من البيض و0.36% من الأمريكيين الأفارقة و0.18% من الأمريكيين الأصليين و0.54% من الأمريكيين ذوي الأصول الآسيوية و0.36% من الأعراق الأخرى و0.18% من عرقين مختلطين أو أكثر و0.54% من الهسبانيون أو اللاتينيون من أي عرق.
بلغ عدد الأسر 425 أسرة كانت نسبة 29.9% منها لديها أطفال تحت سن الثامنة عشر تعيش معهم، وبلغت نسبة الأزواج القاطنين مع بعضهم البعض 49.2% من أصل المجموع الكلي للأسر، ونسبة 12.2% من الأسر كان لديها معيلات من الإناث دون وجود شريك،  بينما كانت نسبة 5.2% من الأسر لديها معيلون من الذكور دون وجود شريكة وكانت نسبة 33.4% من غير العائلات. تألفت نسبة 29.6% من أصل جميع الأسر من عدة أفراد يعيشون في نفس المنزل ونسبة 16% كانت تتألف من شخص يعيش بمفرده يبلغ من العمر 65 عاماً أو أكثر. وبلغ متوسط حجم الأسرة المعيشية 2.40، أما متوسط حجم العائلات فبلغ 2.95.
بلغ العمر الوسطي للسكان 45.0 عاماً. وكانت نسبة 22.1% من القاطنين تحت سن الثامنة عشر، وكانت نسبة 5.3% بين الثامنة عشر والرابعة والعشرين عاماً، ونسبة 22.6% كانت واقعةً في الفئة العمرية ما بين الخامسة والعشرين والرابعة والأربعين عاماً، ونسبة 25.6% كانت ما بين الخامسة والأربعين والرابعة والستين، ونسبة 24.4% كانت ضمن فئة الخامسة والستين عاماً فما فوق. وتوزع التركيب الجنسي للسكان بنسبة 46.1% ذكور و53.9% إناث.